# Cahaya Negeri (Sukaraja)
Cahaya Negeri is een bestuurslaag in het regentschap Seluma van de provincie Bengkulu, Indonesië. Cahaya Negeri telt 1885 inwoners (volkstelling 2010).